# Chiesa e Monastero di San Benedetto e Santa Chiara
Il Monastero e la chiesa di San Benedetto e Santa Chiara è un complesso strutturale sito nell'odierno Corso Umberto I a Licodia Eubea. Il Monastero ospitava, sino alla seconda metà del XIX secolo, le monache Clarisse e Benedettine per poi essere requisito e usato da comune per gli usi più disparati. Oggi la chiesa ospita attività culturali.

## Storia

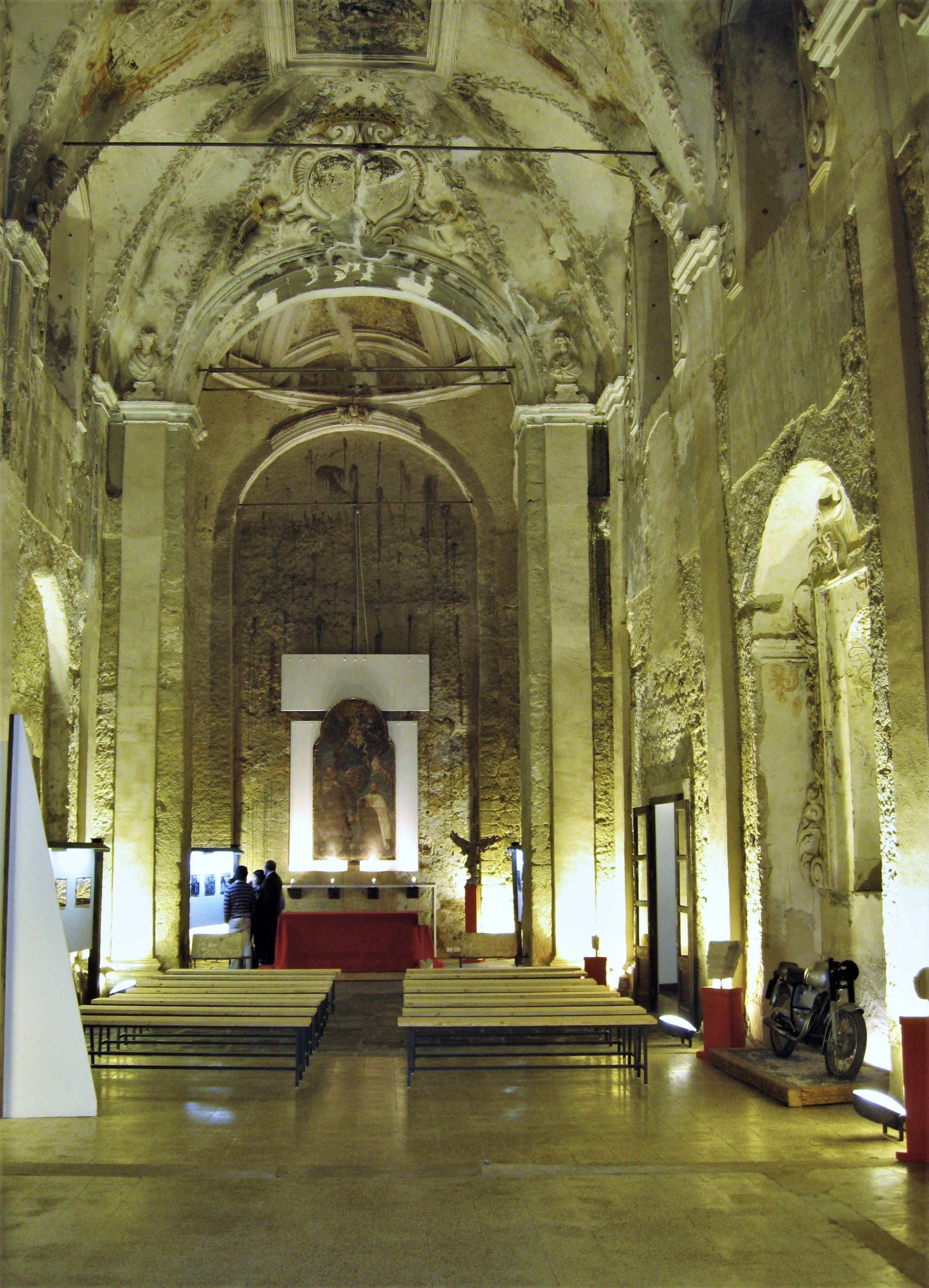
Interno della chiesa di San Benedetto e Santa Chiara

Il Monastero e la chiesa di San Benetto e Santa Chiara, precedentemente al terremoto del 1693, costituivano due chiostri distinti, uno delle suore Clarisse che insisteva dove ancora oggi esiste la struttura del monastero, ed un altro delle suore Benedettine che si trovava alle pendici della collina del Castello Santapau. Subito dopo il rovinoso terremoto del 1693 i due monasteri furono unificati sotto la regola di San Benetto e le monache tutte trasferite all'interno di quello che era il monastero delle clarisse. Entrambi i monasteri risultano esistenti nel secolo XVI. Dopo il sisma si avviò l'opera di ricostruzione e di restauro del Monastero di Santa Chiara che da allora assunse anche il nome di San Benedetto. Alcune opere presenti nel distrutto monastero benedettino furono trasferite nel nuovo edificio che risultò essere completato già nei primi decenni del '700. In seguito alla soppressione degli ordini religiosi e alla liquidazione dell'asse ecclesiastico conseguenti all'unità d'Italia, le suore furono costrette a lasciare il monastero. Le suppellettili, le opere d'arte e gli altari della chiesa furono trasferiti e divisi tra la chiesa madre e la chiesa del Rosario dove ancora oggi in buona parte si trovano conservati. 
Dal 2012 la chiesa, dopo decenni di abbandono, ospita manifestazioni culturali in seguito ai lavori di riqualificazione condotti dai volontari dell'Archeoclub di Licodia Eubea.
1. ↑   Giacomo Caruso, L'ex chiesa di San Benedetto e Santa Chiara, Edizioni Archeoclub Licodia Eubea, 2012.
2. ↑   Carmelo Verdi, Licodia Sacra. Storia, arte, tradizioni, 1993.